# آفلن
آفلن (به آلمانی: Affeln) یک منطقهٔ مسکونی در آلمان است که در نوینراده واقع شده‌است. آفلن ۷۶۰ نفر جمعیت دارد.